# Charlot marinar
Charlot marinar (în engleză Shanghaied) este un film american de comedie din 1915 produs de Jess Robbins și scris și regizat de Charlie Chaplin. În alte roluri interpretează actorii Edna Purviance, Wesley Ruggles,  Bud Jamison și Billy Armstrong.

## Distribuție
- Charles Chaplin - The Tramp
- Edna Purviance - Ship owner's daughter
- Wesley Ruggles - Ship owner
- Bud Jamison - Second mate, The Other Man
- Billy Armstrong - First shanghaied Seaman
- Paddy McGuire  - Second shanghaied seaman
- Leo White - Third shanghaied seaman
- John Rand - Ship's cook
- Fred Goodwins - Cabin boy in coveralls
- Lee Hill - Sailor in rain hat